# Europsko prvenstvo u vaterpolu – Strasbourg 1987.
Vaterpolsko EP 1987. osamnaesto je izdanje ovog natjecanja. Održano je u Strasbourgu u Francuskoj od 16. do 23. kolovoza 1987.

## Konačni poredak
| Mj. | Država      |
| --- | ----------- |
| 1.  | SSSR        |
| 2.  | Jugoslavija |
| 3.  | Italija     |
| 4.  | Njemačka    |
| 5.  | Mađarska    |
| 6.  | Španjolska  |
| 7.  | Rumunjska   |
| 8.  | Bugarska    |

| Pobjednici                  |
| --------------------------- |
| Sovjetski Savez Peti naslov |